# Diadème (1811)
Pour les articles homonymes, voir Diadème (homonymie).
Le Diadème est un navire de ligne de 86 canons de la classe Bucentaure de la marine impériale française puis dans la Royale et à nouveau dans la marine impériale sous le Second Empire. Il est conçu par l'ingénieur Jacques-Noël Sané, surnommé le « Vauban de la marine ».

## Carrière
Mis en service à Lorient en janvier 1812, le Diadème est désarmé à la Restauration. Il subit d'importantes réparations en 1822 et 1833, et est remis en service en 1826 pour rejoindre l'escadre de la Méditerranée basée à Toulon.
À partir de 1856, le Diadème est utilisé comme ponton avant d'être démoli en 1868.